# Иванов, Николай Семёнович (1926—2009)
Иванов Николай Семёнович (18 августа 1926 года, Славянск-на-Кубани, Краснодарский край, СССР — 23 февраля 2009 года, Киев, Украина) — Герой Советского Союза, командир пулемётного расчёта 696-го стрелкового полка 383-й стрелковой дивизии 33-й армии 1-го Белорусского фронта, сержант.

## Биография
Родился 18 августа 1926 года в станице Славянская, ныне город Славянск-на-Кубани Краснодарского края, в семье крестьянина. Русский. Член ВКП(б)/КПСС с 1951 года. Окончив неполную среднюю школу, работал бухгалтером в совхозе.
В Красной Армии с июня 1942 года. Призван Керченским ГВК Крымской области. Участник Великой Отечественной войны с июня 1942 года. Воевал в партизанском отряде.

## Подвиг
Командир пулемётного расчёта 696-го стрелкового полка (383-я стрелковая дивизия, 33-я армия, 1-й Белорусский фронт) сержант Николай Иванов отличился 2 февраля 1945 года при форсировании реки Одер в районе города Фюрстенберг (Германия). В числе первых он с расчётом преодолел реку, огнём обеспечивал переправу подразделений и поддерживал бой за захват и удержание плацдарма.
Указом Президиума Верховного Совета СССР от 24 марта 1945 года за образцовое выполнение боевых заданий командования на фронте борьбы с немецко-фашистскими захватчиками и проявленные при этом мужество и героизм, сержанту Николаю Семёновичу Иванову присвоено звание Героя Советского Союза с вручением ордена Ленина и медали «Золотая Звезда»» (№ 6841).
Войну закончил в Берлине. Участвовал в историческом Параде Победы 24 июня 1945 года в Москве на Красной площади. После войны продолжал службу в Вооружённых Силах СССР. В 1945 году окончил курсы младших лейтенантов, а в 1947 году — Пермское пехотное училище. Служил в пограничных войсках. С 1977 года полковник Н. С. Иванов — в запасе.
Жил в Киеве (Украина). Работал в ветеранской организации пограничников столицы, был членом Комитета ветеранов пограничной службы Украины. Систематически выступал перед личным составом войск. Обладая значительным опытом службы, оказывал посильную помощь руководству Погранслужбы в отработке документов по вопросам усовершенствования системы охраны государственной границы в условиях реформирования Госпогранслужбы Украины.
Участвовал в юбилейных парадах Победы в Москве на Красной площади в 1985 и 1995 годах.
Скончался 23 февраля 2009 года. Похоронен в Киеве на Байковом кладбище.

## Награды и звания
- Медаль «Золотая Звезда» Героя Советского Союза № 7994 (24.3.1945).[1]
- Орден Ленина (24.3.1945).[1]
- Орден Красного Знамени (27.01.1945)[2]
- Орден Красной Звезды (10.08.1944)[3]
- Орден Отечественной войны 1 степени (11.03.1985)[4]
- Почётный знак отличия Президента Украины (22.08.1996) — за выдающиеся достижения в труде, способствующих экономическому, научно-техническому и социально-культурному развитию Украины, укреплению её государственности и международного авторитета, и по случаю пятой годовщины независимости Украины[5]
- Орден Богдана Хмельницкого II степени (30.04.2005) — за ратные и трудовые заслуги, несокрушимую свободу, активную деятельность в ветеранских организациях и патриотическое воспитание молодёжи[6]

- - медали, в том числе:

- - Медаль «За взятие Берлина» (9.06.1945)
  - «В ознаменование 100-летия со дня рождения Владимира Ильича Ленина» (6 апреля 1970)
  - «За победу над Германией в Великой Отечественной войне 1941—1945 гг.» (9.5.1945)
  - «20 лет Победы в Великой Отечественной войне 1941—1945 гг.» (7 мая 1965[7])
  - «30 лет Победы в Великой Отечественной войне 1941—1945 гг.»[8]
  - Медаль «Сорок лет Победы в Великой Отечественной войне 1941—1945 гг.»[9]
  - Юбилейная медаль «50 лет Победы в Великой Отечественной войне 1941—1945 гг.»[10]
  - «Ветеран труда»
  - «30 лет Советской Армии и Флота»[11]
  - «40 лет Вооружённых Сил СССР»[12]
  - «50 лет Вооружённых Сил СССР» (26 декабря 1967[13])
  - «60 лет Вооружённых Сил СССР» (28 января 1978[14])

- Знак «25 лет победы в Великой Отечественной войне» (1970)

## Встреча со Сталиным
Из воспоминаний Героя Советского Союза Николая Семёновича Иванова:

...Сталин говорил с заметным грузинским акцентом, хотя и далеко не таким, как принято представлять его после множества исторических фильмов. Он молча выслушал мой бестолковый и сбивчивый рассказ об одерских событиях. Не знаю, понравился он ему или нет. Во всяком случае никаких оценок он не высказал. Определить же по его внешнему виду я был просто не в состоянии из-за смятения чувств...
В конце встречи Сталин спросил: «Чем вы после войны думаете заниматься?».
- Хочу стать учителем, товарищ Сталин.
- Нет, - после короткого раздумья покачал он головой. - Такой герой должен стать офицером.
Так я оказался в военном училище. После его окончания был послан в распоряжение начальника Украинского пограничного округа во Львов. Серьезные тогда это были места. Ну а закончил службу уже в Киеве, в штабе Западного пограничного округа...

## Память

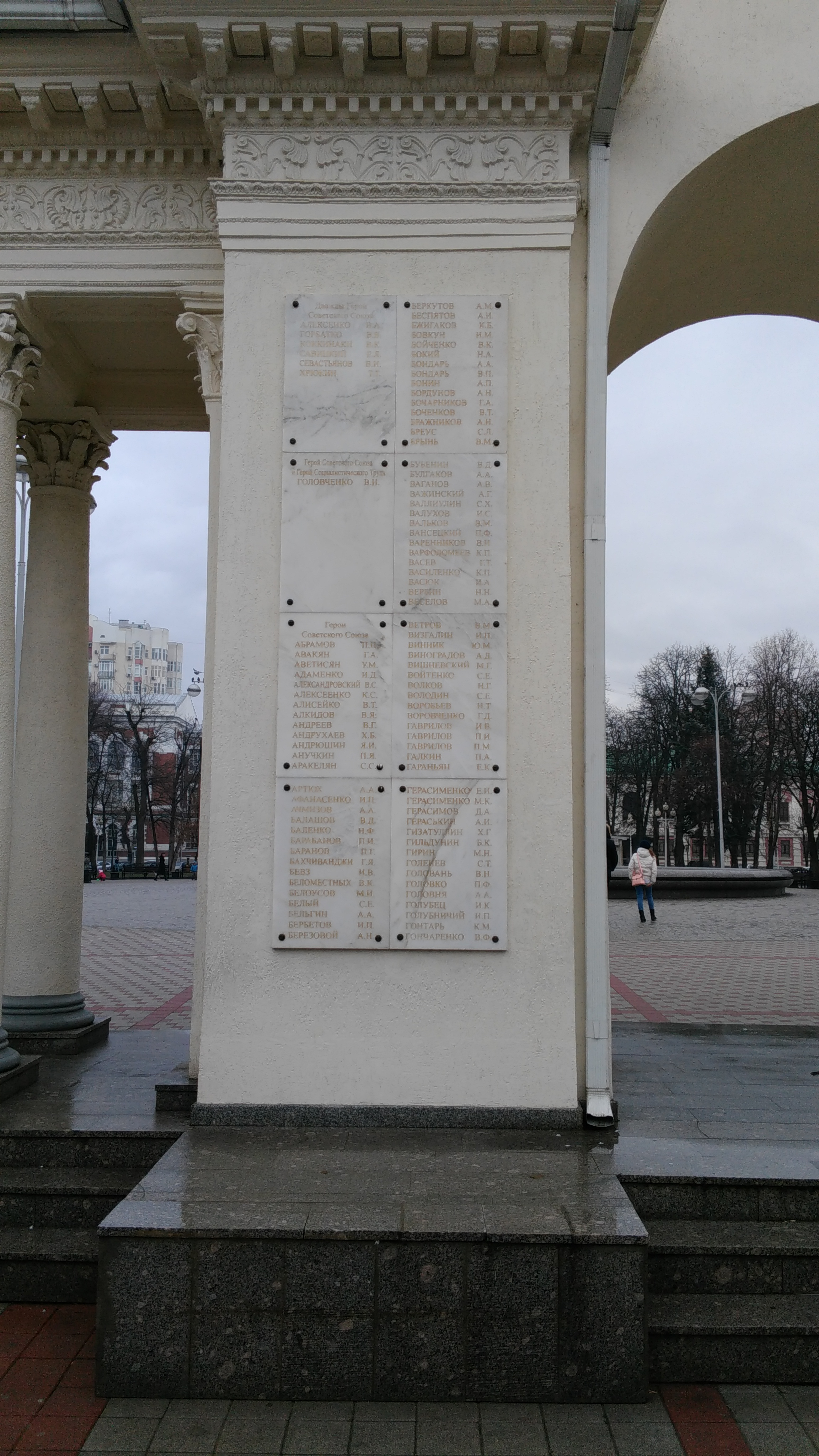
Имя Героя на мемориальной арке в Краснодаре (А-Г)

- Имя Героя увековечено на мемориальной арке в Краснодаре.
- Имя Героя высечено золотыми буквами в зале Славы Центрального музея Великой Отечественной войны в Парке Победы города Москвы.
- На могиле героя установлен надгробный памятник.